# Olympia Looping
Olympia Looping (auch bekannt als Fünfer Looping) ist die Bezeichnung der 1989 auf dem Münchner Oktoberfest eröffneten ersten transportablen Achterbahn mit Fünffachlooping der Welt, die mit einer Streckenlänge von 1250 Metern zudem die größte transportable Achterbahn der Welt ist. Die fünf Loopings haben die Farben der olympischen Ringe und sind ähnlich angeordnet.

## Entwicklung
Aus den Berechnungen des Ingenieurbüros Stengel bauten die BHS-Bayerische Berg-, Hütten- und Salzwerke im Werk Peißenberg die Bahn für den Schausteller Rudolf Barth. Weitere am Bau beteiligte Firmen waren u. a. auch die Fa. Stein und Gerstlauer aus dem bayerischen Münsterhausen. Die Fahrstrecke hat mit einer Fahrbahnhöhe von 32,5 Metern – einschließlich der Loopings – eine Gesamtlänge von ca. 1250 Metern, auf der die Fahrzeuge Geschwindigkeiten von maximal ca. 80 km/h (laut Schausteller bis zu 100 km/h) erreichen und Beschleunigungen von bis zu 5,2g auf die Fahrgäste wirken. Das Gesamtgewicht der Stahlkonstruktion beträgt 900 Tonnen und der zum Aufstellen benötigte Platz ist 86,5 Meter breit und 38,5 Meter tief. Die Durchmesser der Loopings betragen 20, 14 und 12 Meter.
Auf dem Rundkurs sind bis zu fünf Züge gleichzeitig unterwegs, die je nach Spielort aus fünf oder sieben Wagen (sieben nur auf dem Oktoberfest in München und dem Winter Wonderland in London) bestehen, in denen jeweils vier Personen Platz finden (20 oder 28 Fahrgäste pro Zug). Wie viele Züge auf der Strecke fahren und aus wie vielen Wagen sie bestehen, richtet sich nach der Anzahl der erwarteten Fahrgäste am jeweiligen Spielort.
Die Achterbahn stand in der Saison 2016 erstmals im Wiener Wurstelprater und wurde zum Oktoberfest wieder nach München zurück überführt.
Im Jahr 2018 wurde eine moderne LED-Lichtanlage installiert (u. a. Aufzug und Loopings). Im Jahr 2019 wurden als Schlussbremse Dauermagnete als geräuscharme Magnetbremse installiert.
2024 berichtete der Wiener Prater, dass die Saison 2025 voraussichtlich die letzte des Loopings im Prater sein wird, da der Platz für ein neues Theater benötigt wird.

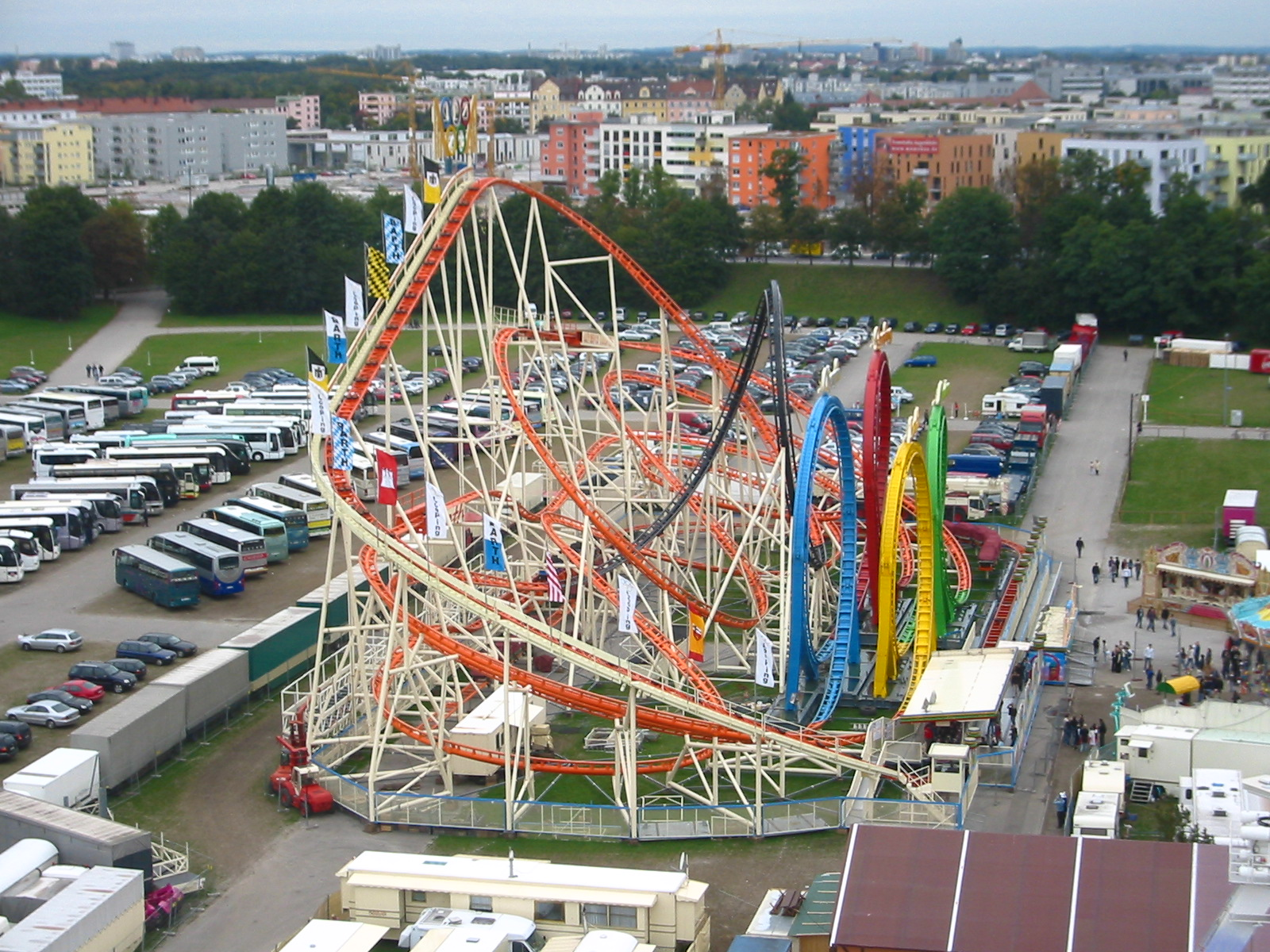
Olympia Looping auf dem Oktoberfest (2005)
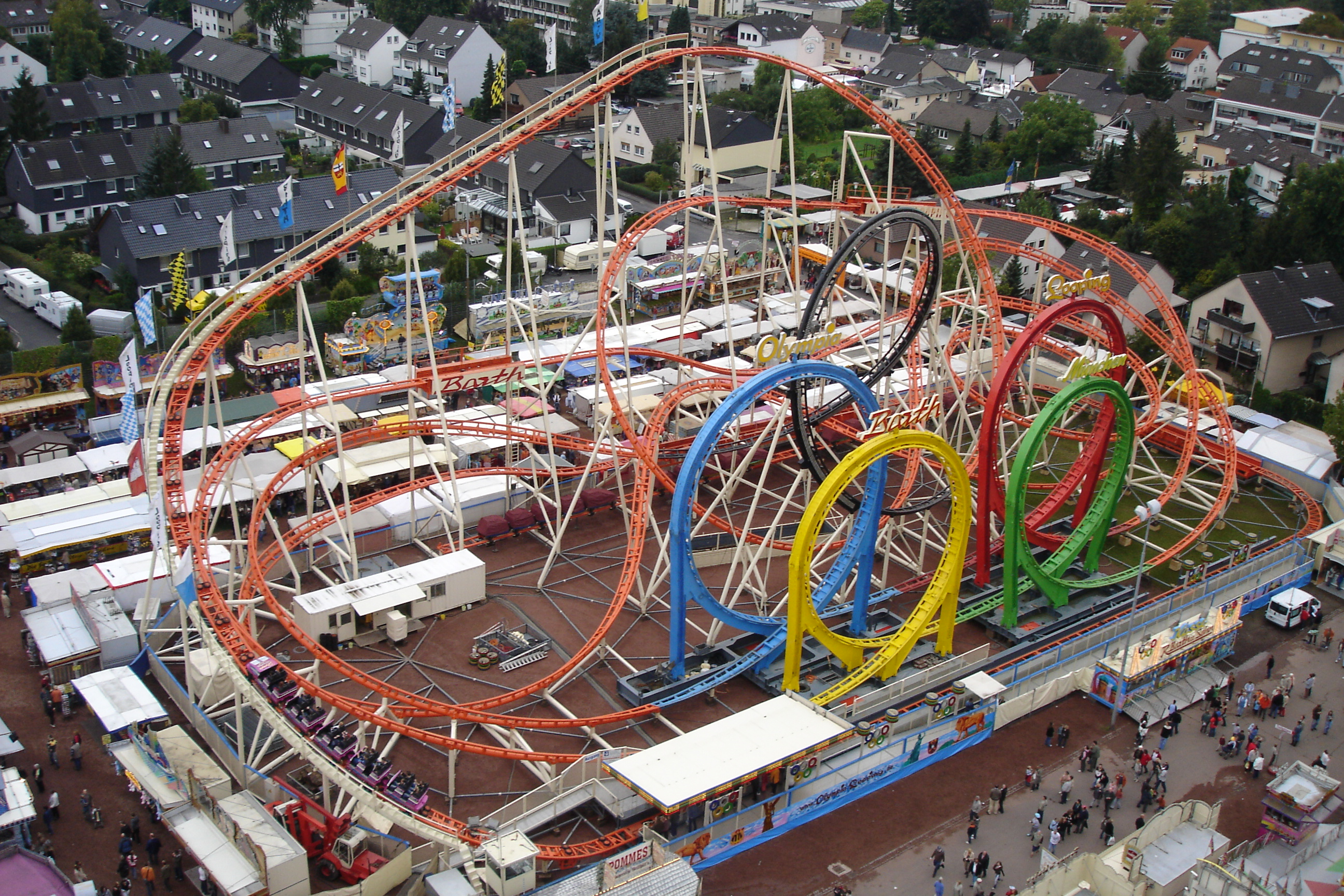
Olympia Looping in Bonn auf dem Pützchens Markt (2007)
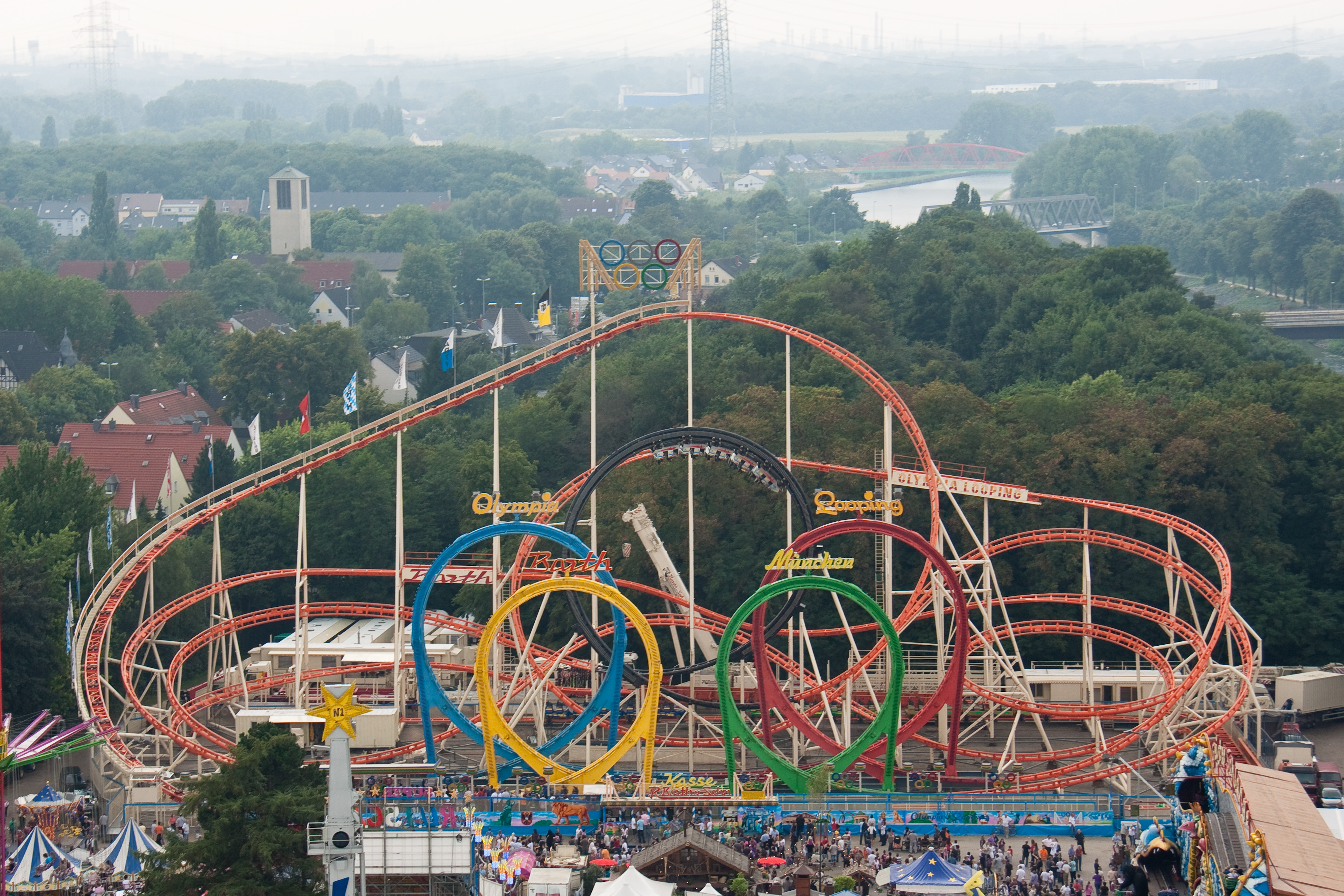
Olympia Looping auf der Cranger Kirmes (2009)